# Dance/Electronic Albums
Dance/Electronic Albums (voorheen Top Electronic Albums) is een muziekhitlijst die wekelijks gepubliceerd wordt door Billboard. De lijst weergeeft een overzicht van de meestverkochte elektronische muziekalbums in de Verenigde Staten. De lijst werd op 30 juni 2001 voor het eerst uitgegeven en groeide tien plaatsen (van top 15 naar top 25). De gegevens zijn gebaseerd op verkoopcijfers, die samengesteld zijn door Nielsen SoundScan.
De eerste nummer 1-hit was de originele soundtrack van de film Lara Croft: Tomb Raider. The Fame van Lady Gaga stond het langst in de lijst, met 106 niet-opeenvolgende weken.